# Ишмухаметовский сельсовет
Ишмухаметовский сельсовет — муниципальное образование в Баймакском районе Республики Башкортостан Российской Федерации.

## История
Дата образования сельсовета: ноябрь 1955 год.
Согласно Закону о границах, статусе и административных центрах муниципальных образований в Республике Башкортостан имеет статус сельского поселения.
Площадь 2459,1 га.

## Население
| 2002  | 2009  | 2010  | 2012  | 2013  | 2014  | 2015  |
| ----- | ----- | ----- | ----- | ----- | ----- | ----- |
| 1308  | ↗1385 | ↘1166 | ↘1147 | ↘1128 | ↘1114 | ↘1089 |
| 2016  | 2017  |       |       |       |       |       |
| ↗1112 | ↘1108 |       |       |       |       |       |

## Состав сельского поселения
| № | Населённый пункт | Тип населённого пункта       | Население |
| - | ---------------- | ---------------------------- | --------- |
| 1 | Ишмухаметово     | село, административный центр | ↘526      |
| 2 | Баишево          | деревня                      | ↘505      |
| 3 | Янгазино         | деревня                      | ↘130      |
| 4 | Бахтигареево     | деревня                      | ↗5        |

### Упразднённые населённые пункты
- Баймурзино (Закон Республики Башкортостан «О внесении изменений в административно-территориальное устройство Республики Башкортостан в связи с образованием, объединением, упразднением и изменением статуса населенных пунктов, переносом административных центров» от 20 июля 2005 года № 211-з)
- Ибрагимово (указ Президиума Верховного Совета Башкирской АССР от 12.12.1986 года № 6-2/396 «Об исключении из учетных данных некоторых населенных пунктов»)[12].

## Археология
В 1997 году в пойменной террасе реки Ургазы, в 1,5 км к северу от деревни Мансурово (Бахтигареево) и в 0,5 км к югу от молочно-товарной фермы совхоза «Зилаирский» была открыта нижнепалеолитическая стоянка-мастерская «Кызыл-Яр 2». Площадь памятника составляет 150 м². Архаичность технологии и орудийных форм позволяет отнести находки из «Кызыл-Яр 2» к раннему ашелю. Специфические орудия на поздних этапах существования мастерской (двуручный топор с продольным лезвием на крупном отщепе с бифациальной обработкой — цалди) имеют аналогии в ашельских слоях пещер Кударо I, Кударо III и Цона в Кударском ущелье в Южной Осетии, Мешхед III в Южном Йемене. Наличие параллелей в технико-типологической характеристике коллекции со стоянки-мастерской «Кызыл-Яр 2» и материалов ряда кавказских стоянок свидетельствует о продвижении носителей ашельской традиции в эпоху среднего плейстоцена с территории Кавказа на Южный Урал.